# Eliana Alexander
Eliana H. Alexander (Mexico-Stad, 14 december 1969) is een Mexicaans/Amerikaans actrice en choreografe. 

## Biografie
Alexander heeft met haar familie in verschillende landen gewoond, namelijk Paraguay, Guatemala, Brazilië, Bolivia, Chili en Argentinië. Dit kwam doordat haar vader werkte voor de Amerikaanse overheid als industrieel ingenieur. Dit veroorzaakte ook dat zij vloeiend Spaans leerde spreken in vijf verschillende dialecten en ook leerde zij vloeiend Engels spreken. Haar liefde voor acteren kreeg zij door de klassieke films die zij keek in haar jeugd, ook kreeg zij interesse in zingen en dansen. In haar tienerjaren verhuisde zij naar Los Angeles, werd zangeres in een muziekband en trad drie tot vier avonden per week op terwijl zij ook haar middelbare school doorliep. Dankzij haar vier octaven bereik met haar stem werd zij beloond met een tournee door Japan. Na terugkeer in Los Angeles deed zij auditie voor een musical en kreeg de rol, wat haar deed beseffen dat hier haar toekomst lag. 
Alexander begon in 1988 met acteren voor televisie in de televisieserie It's Gary Shandling's Show.. Hierna heeft zij nog meerdere rollen gespeeld in televisieseries en films zoals The Bold and the Beautiful (1999-2000), Kaitou Saint Tall (1995) en Desire (2006).
Alexander heeft ook diverse rollen gespeeld in het theater zoals West Side Story, Fiddler on the Roof en Oklahoma. Zij is ook actief als choreografe met de musical Paquito's Christmas (Washington D.C.) en Veteranos (nationale tournee).
Alexander is in 2004 getrouwd. Zij heeft Drew Barrymore dansen geleerd toen die twaalf jaar oud was.

## Prijs
- 2007 - New York International Independent Film and Video Festival in de categorie Beste Actrice met de film Agenda – gewonnen.

## Filmografie

### Films
Uitgezonderd korte films.
- 2018 El Contratista - als Gloria
- 2012 California Winter – als Cecilia Morales
- 2007 Agenda – als Magdalena Linney
- 2005 How the Garcia Girls Spent Their Summer – als Nora
- 2002 All God's Creatures – als stenografe
- 2001 My Father's Love – als moeder van Maria
- 2000 A Family in Crisis: The Elian Gonzales Story – als Delores
- 1999 Kiss of a Stranger – als Angela
- 1998 Second Skin – als Jolie
- 1996 Moment of Truth – als Joey
- 1995 The O.J. Simpson Story – als jonge vrouw
- 1994 The Rockford Files: I Still Love L.A. – als officier
- 1993 Mi vida loca – als moeder van Mousie
- 1991 Silverfox – als Bride (stem)
- 1990 Far Out Man – als danseres

### Televisieseries
Uitgezonderd eenmalige gastrollen.
- 2019 Perpetual Grace, LTD - als Marisol Contreras - 7 afl.
- 2012 - 2017 Sin Vergüenza - als Adriana - 14 afl.
- 2006 Desire – als Rita Thomas – 80 afl.
- 2005 La ley del silencio – als Amparo - ? afl.
- 1999 – 2000 The Bold and the Beautiful – als Suzie – 7 afl.
- 1995 Kaitou Saint Tail – als toegevoegde Engelse stem – 5 afl. (animatieserie)